# Lutjanus sebae
Lutjanus sebae és una espècie de peix de la família dels lutjànids i de l'ordre dels perciformes.

## Morfologia
- Els mascles poden assolir 116 cm de longitud total i 32,7 kg de pes.[4][5]

## Alimentació
Menja peixos, crancs, crustacis bentònics i cefalòpodes.

## Hàbitat
És un peix de clima tropical i associat als esculls de corall que viu entre 5-180 m de fondària.

## Distribució geogràfica
Es troba des del sud del Mar Roig i l'Àfrica oriental fins a Nova Caledònia, el sud del Japó i Austràlia.

## Ús comercial
Es comercialitza fresc, en salaó i congelat.